# James Koven
James Koven –conocido como Jamie Koven– (Morristown, 18 de abril de 1973) es un deportista estadounidense que compitió en remo.
Ganó cuatro medallas en el Campeonato Mundial de Remo entre los años 1993 y 1997.
Participó en dos Juegos Olímpicos de Verano, ocupando el quinto lugar en Atlanta 1996 (ocho con timonel) y el quinto en Sídney 2000 (cuatro sin timonel).

## Palmarés internacional
| Campeonato Mundial | Campeonato Mundial            | Campeonato Mundial | Campeonato Mundial |
| Año                | Lugar                         | Medalla            | Prueba             |
| ------------------ | ----------------------------- | ------------------ | ------------------ |
| 1993               | Račice (República Checa)      | Medalla de bronce  | Ocho con timonel   |
| 1994               | Indianápolis (Estados Unidos) | Medalla de oro     | Ocho con timonel   |
| 1995               | Tampere (Finlandia)           | Medalla de bronce  | Ocho con timonel   |
| 1997               | Aiguebelette (Francia)        | Medalla de oro     | Scull individual   |